# Загородний, Василий Иванович
Василий Иванович Загородний (16 сентября 1921, село Великая Березянка, теперь Таращанского района Киевской области — 21 ноября 2002, город Киев) — советский партийный деятель, ректор Киевского института народного хозяйства, ректор Высшей партийной школы при ЦК КПУ. Депутат Верховного Совета УССР 9-го созыва. Член ЦК КПУ в 1976—1981 г. Доктор экономических наук (1968), профессор (1970).

## Биография
В 1940 году окончил металлургический техникум.
В 1940—1946 годах — в Красной армии. Участник Великой Отечественной войны.
Член ВКП(б) с 1944 года.
С 1946 г. — ответственный организатор, заместитель заведующего отделом ЦК ЛКСМ Украины.
В 1953 году окончил Высшую партийную школу при ЦК КПУ.
В 1953—1961 г. — преподаватель, старший преподаватель, секретарь партийного комитета, декан факультета Высшей партийной школы при ЦК КПУ. В 1957 году защитил кандидатскую диссертацию. В 1961—1965 г. — проректор по заочному обучению, в 1965—1970 г. — заведующий кафедрой политической экономии Высшей партийной школы при ЦК КПУ.
В феврале 1970 — марте 1973 г. — ректор Киевского института народного хозяйства имени Коротченко.
В 1973—1979 г. — ректор Высшей партийной школы при ЦК КПУ.
В 1979—1991 г. — профессор кафедры политической экономии Высшей партийной школы при ЦК КПУ.
Потом — на пенсии в городе Киеве.

## Награды
- орден Отечественной войны 2-й ст. (6.04.1985)
- ордена
- медали
- лауреат Государственной премии Украинской ССР в области науки и техники (1985)